# Bupleurum stellatum
Espèce
Classification phylogénétique
Bupleurum stellatum, le Buplèvre étoilé, est une espèce de plantes à fleurs du genre des buplèvres et de la famille des apiacées. C'est une plante herbacée trouvée dans les Alpes et en Corse.

## Distribution
C'est une plante endémique des Alpes que l'on rencontre aussi dans les montagnes de Corse.